# Педро Берхес
Педро Мануель Берхес Навал (ісп. Pedro Manuel Berges Naval; нар. 1906, Іспанія — пом. 1978, Куба) — кубинський футболіст, півзахисник.

## Клубна кар'єра
Педро Берхес грав за кубинський клуб «Іберія/Реал Іберія» з Гавани (чемпіон Куби 1934 роки), однак невідомо, чи зіграв він у тому сезоні хоча б один матч.

## Кар'єра в збірній
У складі національної збірної Куби виступав у 30-х та 40-х роках XX століття. Учасник чемпіонаті світу 1938 року, зіграв у всіх матчах своєї команди на турнірі. Разом з ним грали його одноклубники Ектор Сокорро, Маріо Соса та Педро Феррер. Збірна Куби вибула у чвертьфіналі.
| Матчі і голи Педро Берхеса за збірну Куби на ЧС-1938 | Матчі і голи Педро Берхеса за збірну Куби на ЧС-1938 | Матчі і голи Педро Берхеса за збірну Куби на ЧС-1938 | Матчі і голи Педро Берхеса за збірну Куби на ЧС-1938 | Матчі і голи Педро Берхеса за збірну Куби на ЧС-1938 | Матчі і голи Педро Берхеса за збірну Куби на ЧС-1938 |
| ---------------------------------------------------- | ---------------------------------------------------- | ---------------------------------------------------- | ---------------------------------------------------- | ---------------------------------------------------- | ---------------------------------------------------- |
| №                                                    | Дата                                                 | Місце проведення                                     | Суперник                                             | Рахунок                                              | Голи                                                 |
| 1                                                    | 5 червня 1938                                        | Тулуза, Франція                                      | Румунія                                              | 3:3                                                  | -                                                    |
| 2                                                    | 9 червня 1938                                        | Тулуза, Франція                                      | Румунія                                              | 2:1                                                  | -                                                    |
| 3                                                    | 12 червня 1938                                       | Антіб, Франція                                       | Швеція                                               | 0:8                                                  | -                                                    |

Загалом: 3 матчі / 0 голів; 1 перемога, 1 нічия, 1 поразка.